# Jacob Mulee
Jacob Mulee (né en 1968) est un entraîneur kényan de football.

## Carrière
Mulee entraîne le club kényan de Tusker entre 1999 et 2009, remportant le Kenyan Premier League à trois reprises. Il entraîne également le club rwandais de l'APR et le club tanzanien des Young Africans.
Mulee prend en charge la sélection kényane entre 2003 et 2004, dont la CAN 2004, où il est éliminé au premier tour.
Mulee redirige l'équipe une seconde fois en 2005, où il ne reste qu'une seule journée (16-17 décembre) à la tête de la sélection,.
Mulee retourne au Kenya une troisième fois en mars 2007.
Mulee reprend la sélection kényane pour la quatrième fois en septembre 2010, qu'il quitte en décembre 2010 à la suite de trois défaites dans la Coupe CECAFA 2010.

## Liens et références
- Ressources relatives au sport :   - FootballDatabase
  - Transfermarkt (managers)

1. ↑   « Tous les entraîneurs », Radio France Internationale (consulté le 20 septembre 2010)
2. ↑  Maik Kwambo, « Tusker FC Sack Coach Ghost Mulee », Kenya London News, 7 mars 2009 (consulté le 20 septembre 2010)
3. ↑  « Young Africans FC seal Jacob Mulee deal », Kafoi, 18 février 2005 (consulté le 20 septembre 2010)
4. 1 2  « Kenya National Team Coaches », RSSSF (consulté le 20 septembre 2010)
5. ↑  « Mulee 'returns' for Kenya », BBC Sport, 16 décembre 2005 (consulté le 20 septembre 2010)
6. ↑  John Nene, « Kenya coach Mulee sacked again », BBC Sport, 17 décembre 2005 (consulté le 20 septembre 2010)
7. ↑  Piers Edwards, « Coach Mulee to lead Kenya again », BBC Sport, 12 mars 2007 (consulté le 20 septembre 2010)
8. ↑  Peter Okwoche, « Mulee re-appointed coach of Kenya's Harambee Stars », BBC Sport, 17 septembre 2010 (consulté le 20 septembre 2010)
9. ↑  « Jacob Mulee ends a third spell in charge of Kenya », BBC Sport, 5 décembre 2010 (consulté le 6 décembre 2010)